# 加影线
加影线（曾称双溪毛糯－加影线）是馬來西亞巴生谷第九条列车线路，也是继格拉那再也线后第二条自动驾驶的列车系统。这条路线属于陆路公共交通机构（APAD）的大吉隆坡／巴生谷综合运输系统，路线代码为KGL（曾为SBK）。路线编号为9，而颜色则为绿色。
这也是是马来西亚捷运公司计划中的三条捷运线的首条路线。第一阶段路线已于2016年12月16日开放，而第二阶段則在2017年7月17日开放。而从国家博物馆至加影的第二阶段线路也于当地时间下午四时正式开通。而在同年7月18日，两个阶段的线路整合为一条，乘客可直接从双溪毛糯搭乘列车前往加影。

## 背景

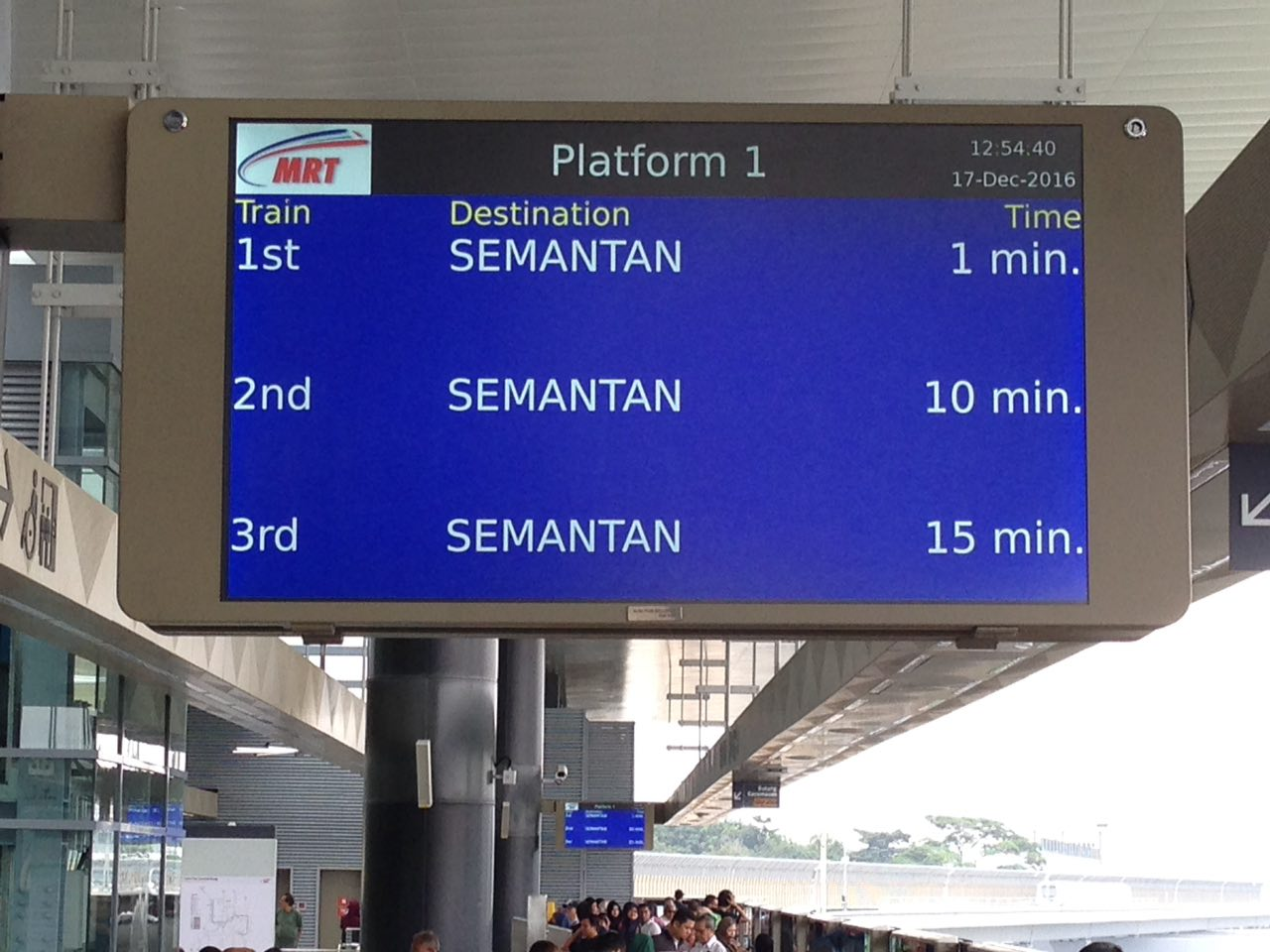
加影线的实时乘客资讯显示系统 (PIDS)

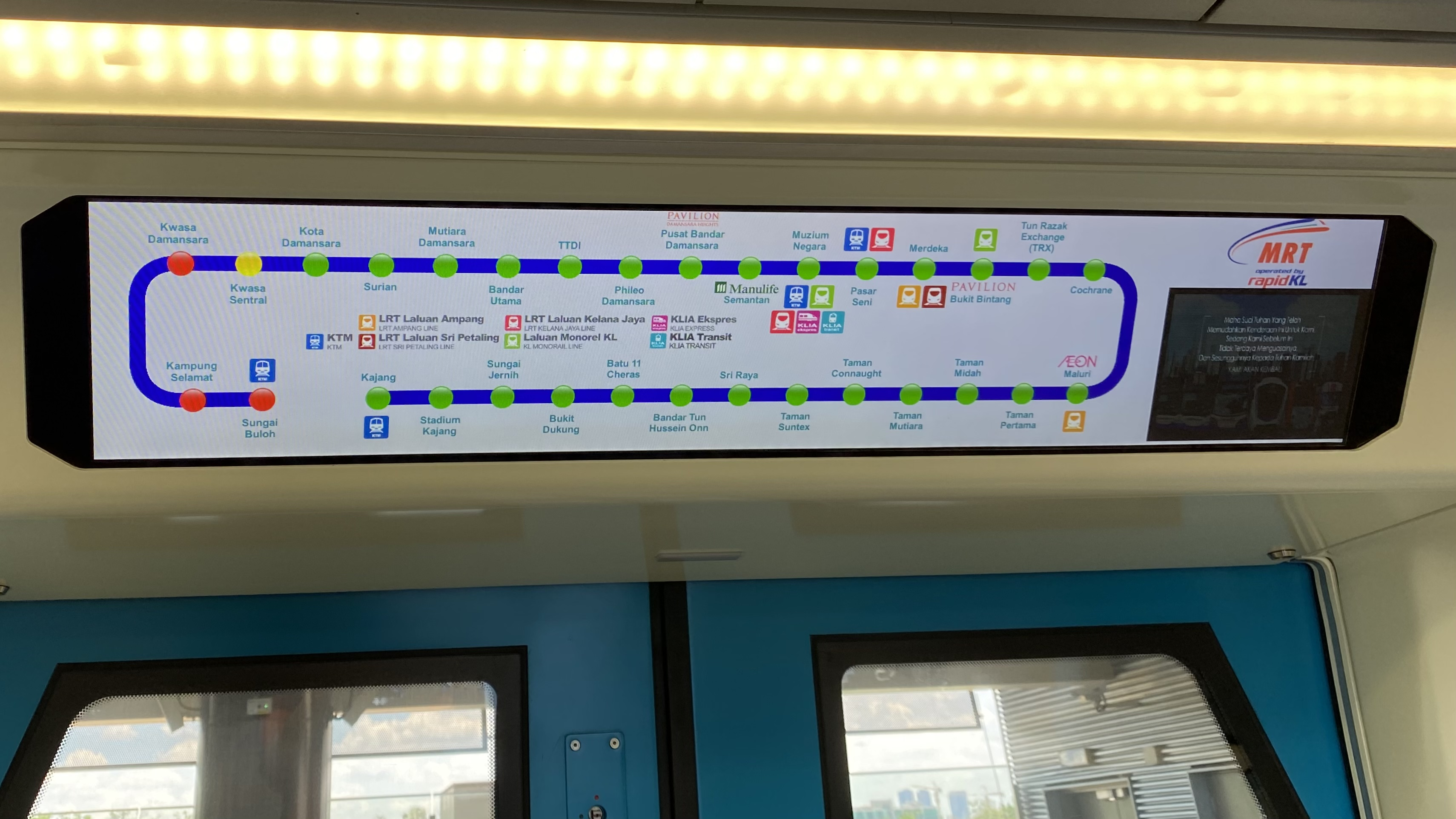
加影线的线路图表显示列车正往前进。

士曼丹站的高站台门，线路内的每个高架车站都备有相似的高站台门

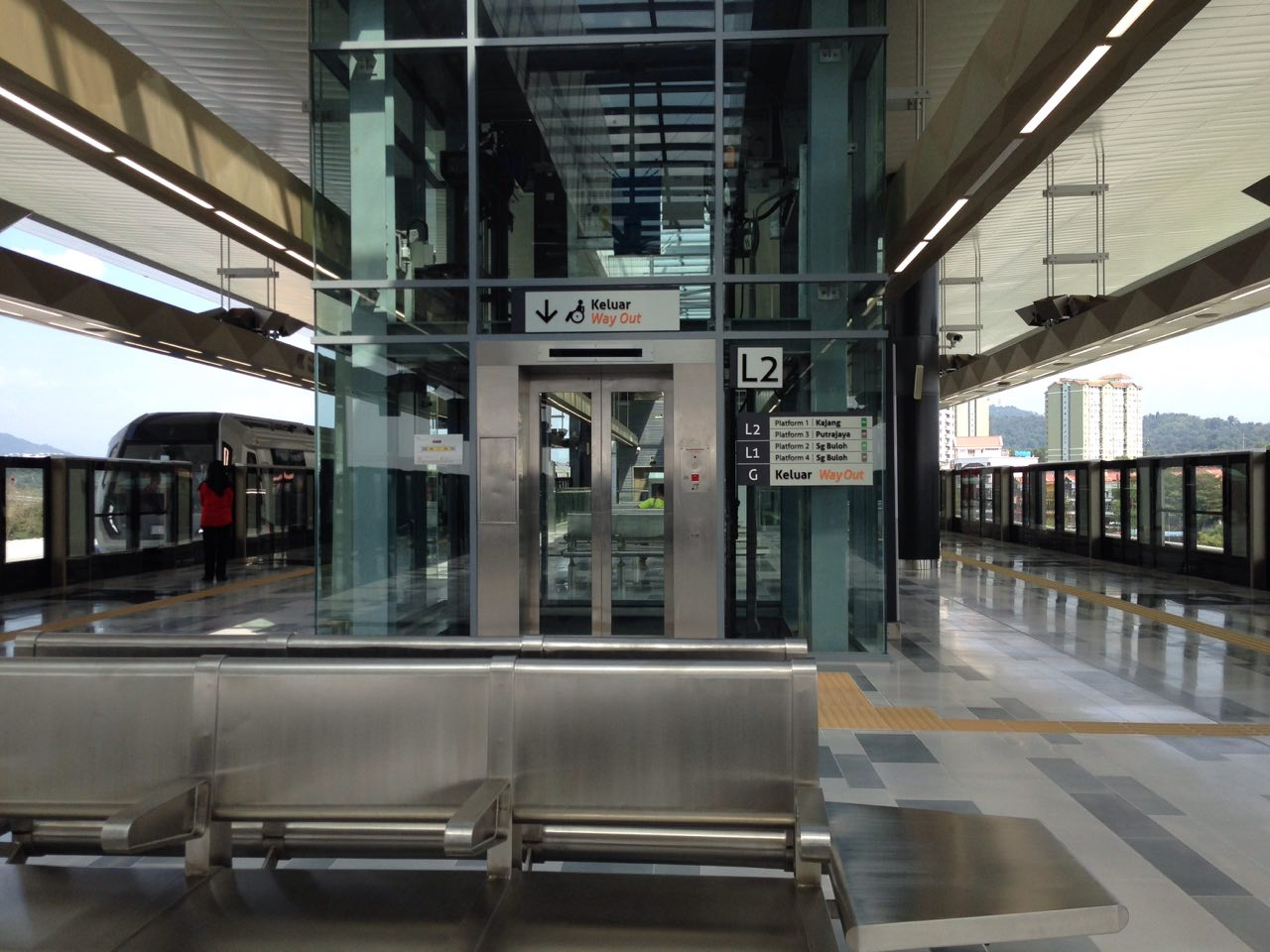
桂莎白沙罗站是两条捷运路线的换乘站

桂莎白沙罗站的一层站台告示牌，显示出4号站台可前往布城线

加影捷运线是巴生谷捷运系统计划中的第一条线路，总价值约三十六亿令吉。
这条线路的起点为位于吉隆坡西北端的桂莎白沙罗，途经吉隆坡市中心，终点为位于吉隆坡东南端，快速发展的加影市，估计将会为预计120万的吉隆坡人口长廊提供服务。
从双溪毛糯至士曼丹的双加捷运第一阶段已于2016年底投入运营，而从士曼丹到加影的第二阶段将于2017年7月17日开始运作。
2006年原先的加影线规划是连接白沙罗和蕉赖的轻快铁线路，总长43公里，并穿过吉隆坡市中心商业区。
后来政府决定将路线延长至双溪毛糯和加影5公里。同时其系统也换成能容纳更多人的捷运
这条线路由马来西亚国家基建属下的快捷通轨道（Rapid Rail）公司营运，并由其子公司马来西亚捷运公司（MRT Corp.）所拥有，吉隆坡快捷通（Rapid KL）也是除机场铁路（由吉隆坡机场快铁）和通勤铁路（由马来亚铁道）外其他公交系统的运营公司，合约期限长达10年。

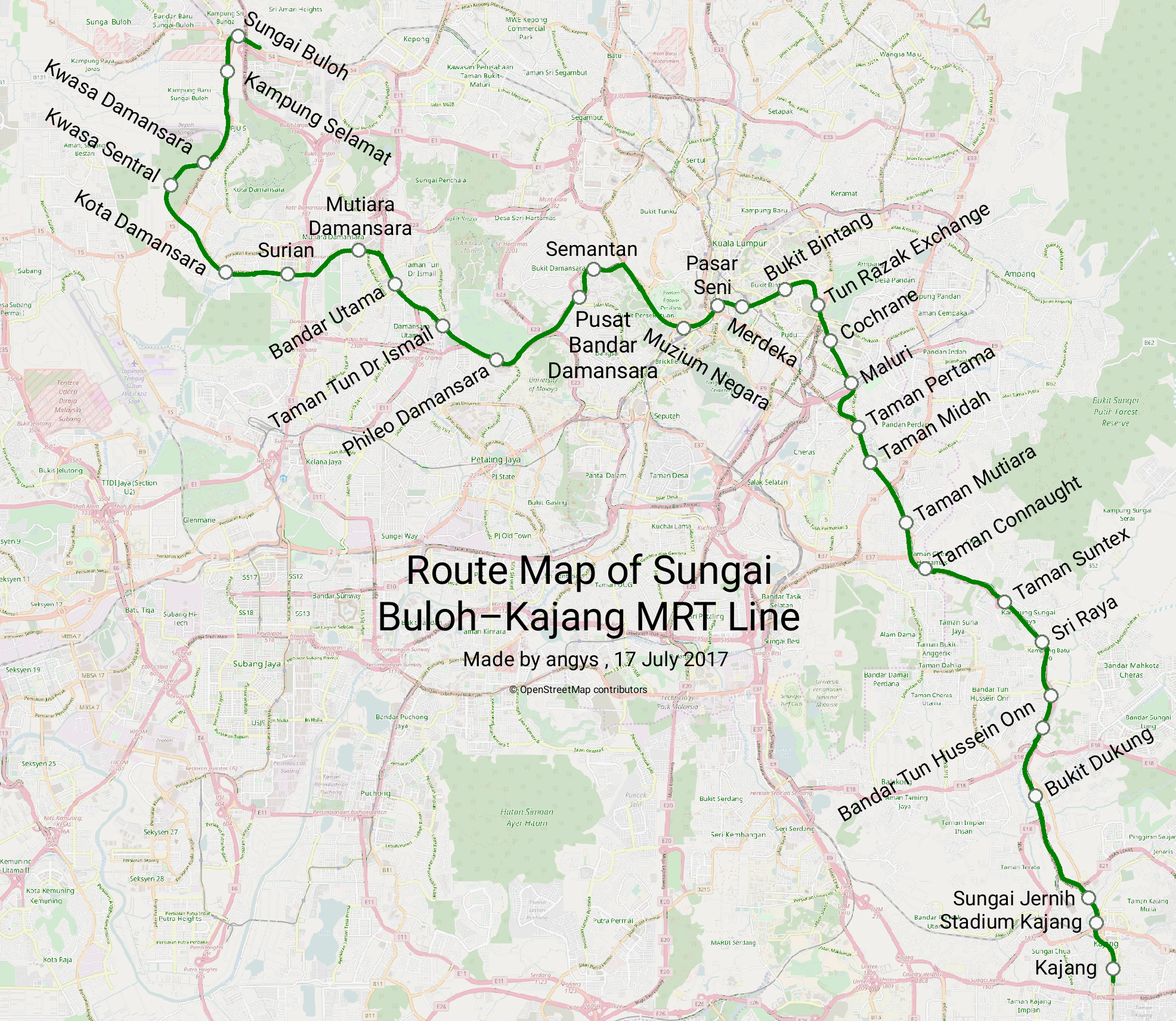
加影线路图，按照真实比例绘制。

## 路線資料

### 路線
加影线总长51公里，共有31个站，包括7个地下车站，地下隧道长9.5公里，建设工程是在2011年7月开始施工。
首阶段即于2016年12月投入服务的12个捷运站，分別是包括双溪毛糯、甘榜士拉玛、桂莎白沙罗、桂莎中央、哥打白沙罗、苏丽雅、珍珠白沙罗、万达镇、敦依斯迈花园、菲利欧白沙罗、白沙罗市中心及士曼丹。
捷运1号线从双溪毛糯至加影，途经吉隆坡市中心时线路转入地下。这条线路将会为巴生谷内预计120万的吉隆坡人口长廊提供服务。根据捷运公司资料显示，捷运列车共有四节车厢，可容纳1200乘客，每天可载送超过四十万名乘客，平均每3.5分钟一次班次。
捷运列车也采用无人驾驶通讯式列车集中控制装置（CBTC），每节车厢可容纳300人，4节车厢列车约1,200人。列车最高车速为97时公里，慢速则为30至40时公里。

#### 公众展示后进行的修订
在2011年7月8日捷运计划正式启动后，并在2011年3月至5月向公众展示后，捷运公司对原本的建议路线进行了以下修改：-
- 35个车站中将会建造31个车站，并保留3个未来车站。
  - 第一个未来车站为RRI站，位于甘榜士拉玛站和桂莎白沙罗站之间。
  - 第二个未来车站为科技站，位于桂莎中央站和哥打白沙罗站之间。
  - 第三个未来车站为武吉加拉站，位于菲丽亚白沙罗站和白沙罗市中心站之间。
- 原计划设立的17区站被取消。
- 因当地居民的强烈反对，敦依斯迈花园站的计划位置移至距离原址300米的前加德士汽油站。[15]
- 武吉免登东站和西站被合二为一，并迁移至现今的吉隆坡单轨武吉免登站下方，原名为武吉免登中心站（Bukit Bintang Central），现易名为『武吉免登』站。
- 停车转乘服务从13个站点增加至16个。
- 亲善花园站（Taman Mesra）被移除。[16]
- 并调整了路线：
  - 将线路移至位于双溪毛糯的马来西亚橡胶研究院（英语：Rubber Research Institute of Malaysia）以迎接未来的发展。
  - 调整邻近加影站的路线，以避免穿过市中心和加影体育场。

## 车站列表
以下是加影线的车站列表：
加影线共有31个站，包括7个位于9.5公里长的地下车站。粗体表示提供停车换乘。
| 车站编号 | 图片   | 车站名称           | 车站名称               | 车站名称          | 所在城市[1]         | 启用日期       | 站台类型[2] | 接驳线路[3] |
| 车站编号 | 图片   | 中文               | 馬來文                 | 淡米尔文          | 所在城市[1]         | 启用日期       | 站台类型[2] | 接驳线路[3] |
| --- | ------ | ------------------ | ---------------------- | ----------------- | ------------------- | -------------- | ----------- | --- |
| 9 加影线（Kajang Line） |        |                    |                        |                   |                     |                |             | |
| KG04 PY01 |        | 桂莎白沙羅         | Kwasa Damansara        | குவாசா டமன்சரா         | 雪兰莪州 莎亚南     | 2016年12月16日 | 高岛叠      | 12 布城线 |
| KG05 |        | 桂莎中央           | Kwasa Sentral          | குவாசா செண்ட்ரல்         | 雪兰莪州 莎亚南     | 2016年12月16日 | 高侧        | |
| KG05A | 不適用 | 科技               | Teknologi              |                   | 雪兰莪州 八打灵再也 | 未來規劃車站   | 高侧        | |
| KG06 |        | 哥打白沙羅         | Kota Damansara         | நகரம்த மன்சாராவில்      | 雪兰莪州 八打灵再也 | 2016年12月16日 | 高侧        | |
| KG07 |        | 蘇麗雅             | Surian                 | சூரிநான்              | 雪兰莪州 八打灵再也 | 2016年12月16日 | 高侧        | |
| KG08 |        | 珍珠白沙羅         | Mutiara Damansara      | மட்டியாரா தமன்சாராவில்     | 雪兰莪州 八打灵再也 | 2016年12月16日 | 高侧        | |
| KG09 |        | 萬達鎮             | Bandar Utama           | பந்தர் உத்தாமாவில்       | 雪兰莪州 八打灵再也 | 2016年12月16日 | 高侧        | 11 莎阿南线 |
| KG10 |        | 敦依斯邁花園       | Taman Tun Dr Ismail    | தாமான் துன் டாக்டர் இஸ்மாயில் | 联邦直辖区 吉隆坡   | 2016年12月16日 | 高侧        | |
| KG12 |        | 菲利欧白沙罗       | Phileo Damansara       | பிலியோ டாமன்சாரா         | 联邦直辖区 吉隆坡   | 2016年12月16日 | 高岛        | |
| KG12A CC |        | 武吉加拉南         | Bukit Kiara            |                   | 联邦直辖区 吉隆坡   | 未來規劃車站   | 高侧        | 13 环状线 |
| KG13 |        | 白沙羅市中心       | Pusat Bandar Damansara | சென்டர் பெருநகரம் டாமன்சாரா | 联邦直辖区 吉隆坡   | 2016年12月16日 | 高侧        | |
| KG14 |        | 士曼丹             | Semantan               | சேமாண்ட்டன்            | 联邦直辖区 吉隆坡   | 2016年12月16日 | 高侧        | |
| KG15 FB |        | 國家博物館         | Muzium Negara          | தேசிய அருங்காட்சியகம்     | 联邦直辖区 吉隆坡   | 2017年7月17日  | 地岛        | B2 联邦BRT 經吉隆坡中央车站站轉乘[5]至 1 芙蓉线和2 巴生港线 KA01 5 格拉那再也綫 KJ15 6 吉隆坡机场快线和 7 吉隆坡机场支线 8 吉隆坡單軌列車 MR1 B2 联邦BRT 巴士 |
| KG16 KJ14 FB |        | 中央藝術坊         | Pasar Seni             | தங் வாங்கி            | 联邦直辖区 吉隆坡   | 2017年7月17日  | 地岛        | 5 格拉那再也綫 經吉隆坡站轉乘至 1 芙蓉线和 2 巴生港线 KA02 ， 需步行一段距离以轉乘至 B2 联邦BRT                                                               |
| KG17 |        | 默迪卡             | Merdeka                | மெர்தேக்கா             | 联邦直辖区 吉隆坡   | 2017年7月17日  | 地岛        | 經人民广场站轉乘至 3 安邦线和4 大城堡线 AG8 SP8 巴士 |
| KG18A MR6 |        | 武吉免登           | Bukit Bintang          | புகித் பின்டாங்க்         | 联邦直辖区 吉隆坡   | 2017年7月17日  | 地岛叠      | 8 吉隆坡單軌列車 巴士 |
| KG20 PY23 |        | 敦拉薩國際貿易中心 | Tun Razak Exchange     | டன் ரசாக் பரிமாற்றம்     | 联邦直辖区 吉隆坡   | 2017年7月17日  | 地岛        | 12 布城线 |
| KG21 |        | 葛京               | Cochrane               | காக்ரேன்              | 联邦直辖区 吉隆坡   | 2017年7月17日  | 地岛        | |
| KG22 AG13 |        | 马鲁里             | Maluri                 | மலுரி               | 联邦直辖区 吉隆坡   | 2017年7月17日  | 地岛        | 3 安邦线 |
| KG23 |        | 第一花園           | Taman Pertama          | தமன் முதல்           | 联邦直辖区 吉隆坡   | 2017年7月17日  | 高侧        | |
| KG24 CC |        | 美達花園           | Taman Midah            | தமன் மிடா            | 联邦直辖区 吉隆坡   | 2017年7月17日  | 高侧        | |
| KG25 |        | 珍珠花園           | Taman Mutiara          | தாமான் முத்து           | 联邦直辖区 吉隆坡   | 2017年7月17日  | 高侧        | |
| KG26 |        | 康樂花園           | Taman Connaught        | தமன் கானாட்           | 联邦直辖区 吉隆坡   | 2017年7月17日  | 高侧        | |
| KG27 |        | 山力花園           | Taman Suntex           | தாமான் சன்டெக்ஸ்         | 雪兰莪州 加影       | 2017年7月17日  | 高岛        | |
| KG28 |        | 斯里拉也           | Sri Raya               | ஸ்ரீ ராயா             | 雪兰莪州 加影       | 2017年7月17日  | 高侧        | |
| KG29 |        | 敦胡先翁鎮         | Bandar Tun Hussein Onn | நகரம் டன் ஹுசைன் ஓன்    | 雪兰莪州 加影       | 2017年7月17日  | 高侧        | |
| KG30 |        | 蕉賴十一哩         | Batu 11 Cheras         | பத்து 11 சேரர்        | 雪兰莪州 加影       | 2017年7月17日  | 高侧        | |
| KG31 |        | 武吉杜蓊           | Bukit Dukung           | புக்கிட் டுகுங்          | 雪兰莪州 加影       | 2017年7月17日  | 高侧        | |
| KG33 |        | 双溪遮内河         | Sungai Jernih          | சுங்கை ஜெர்னிஹ்          | 雪兰莪州 加影       | 2017年7月17日  | 高侧        | |
| KG34 |        | 加影體育場         | Stadium Kajang         | ஸ்டேடியம் காஜாங்         | 雪兰莪州 加影       | 2017年7月17日  | 高侧        | |
| KG35 KB06 14 |        | 加影               | Kajang                 | காஜாங்               | 雪兰莪州 加影       | 2017年7月17日  | 高岛        | 1 芙蓉线 14 布城单轨/电车 |
| 注释 |        |                    |                        |                   |                     |                |             | |
| 1↑ 城市定义依据各州市辖区，非县区。 2↑ 侧：侧式站台，岛：岛式站台，侧叠: 侧式叠式站台，岛叠: 岛式叠式站台，高: 高架車站，地:地下車站 3↑ 斜体标示的换乘或转乘，尚未启用。 4↑ 斜体标示的车站尚未启用。粗体标示的车站表示提供停车转乘🅿 5↑ 轉乘與換乘不在此條目進行區別，請參見轉乘站和換乘站。 |        |                    |                        |                   |                     |                |             | |
| 论 编 |        |                    |                        |                   |                     |                |             | |

## 使用列车

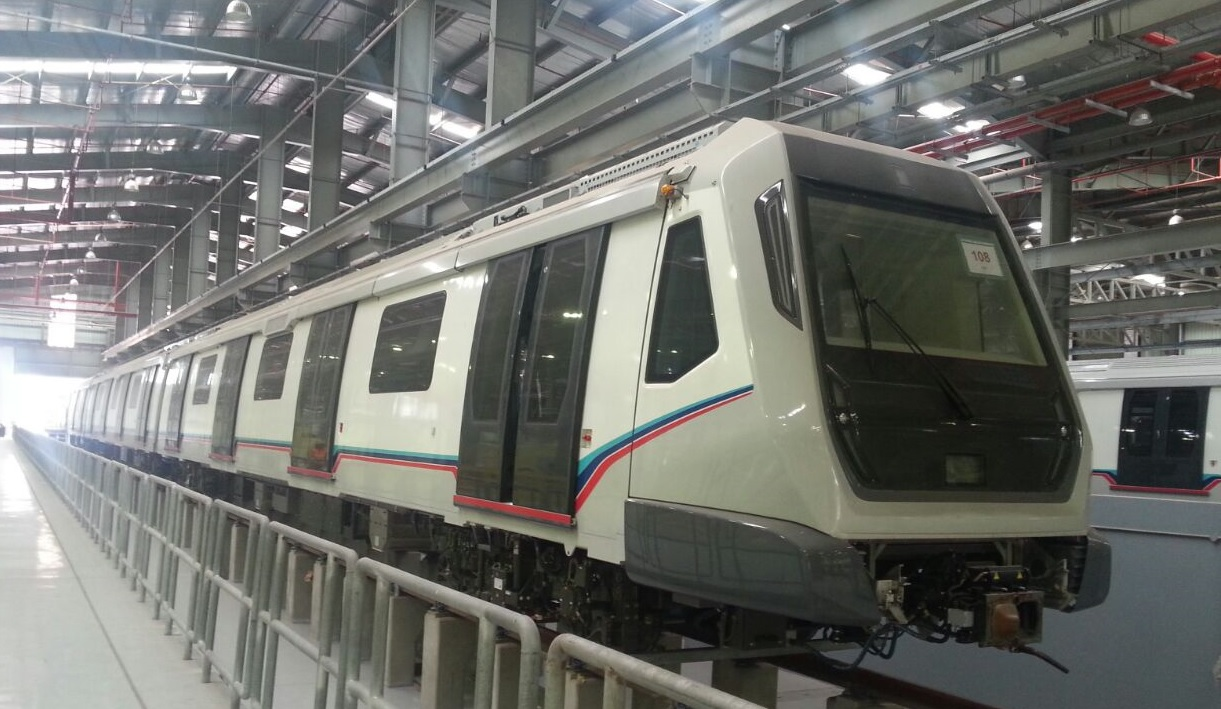
西门子Inspiro列车，由 BMW Group Designworks设计

列车由西门子/中车浦镇和SMH轨道联合有限公司合作制造。列车模式为无人驾驶，每部列车共有四个车厢并可容纳1200乘客。加影线列车是基于华沙地铁M1的列车模型制造。
| 特征                              | 规格                |
| --------------------------------- | ------------------- |
| 列车长度                          | 18.6米至20.1米      |
| 列车门口数量（一方） / 门口长度： | 4 / 1400毫米        |
| 供电制式                          | 750 VDC，第三轨供电 |

列车由两个车辆段——（双溪毛糯和加影）进行维修保养工作，分别位于靠近桂莎白沙罗站和双溪哲尼站。

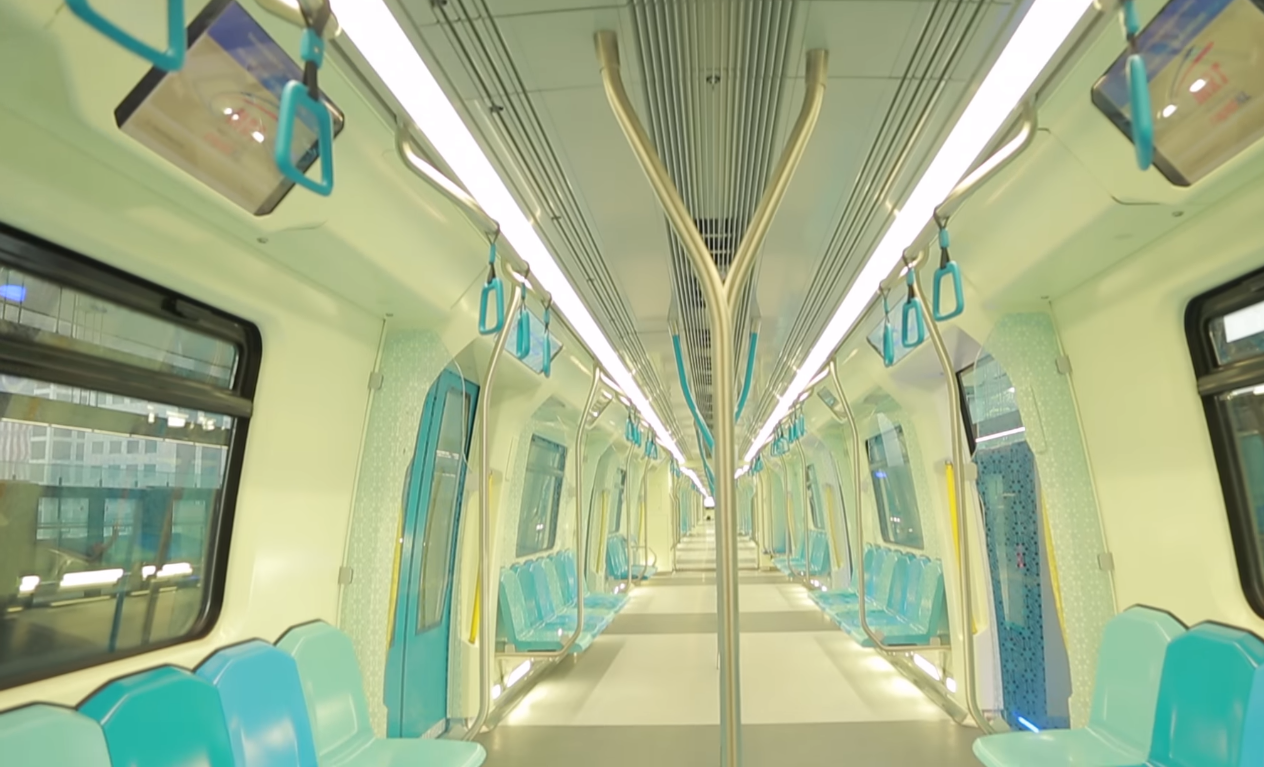
列车内部车厢
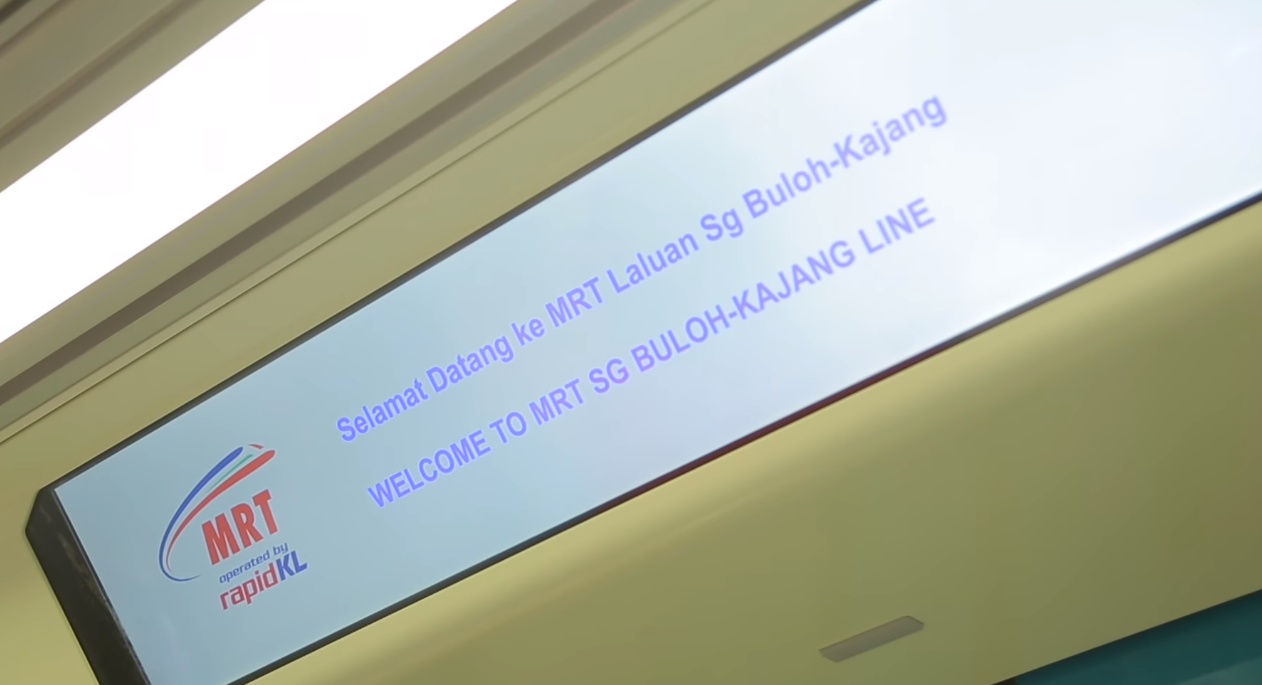
"MRT operated by Rapid KL" （由吉隆坡快捷通运营的捷运），加影线的独特品牌命名
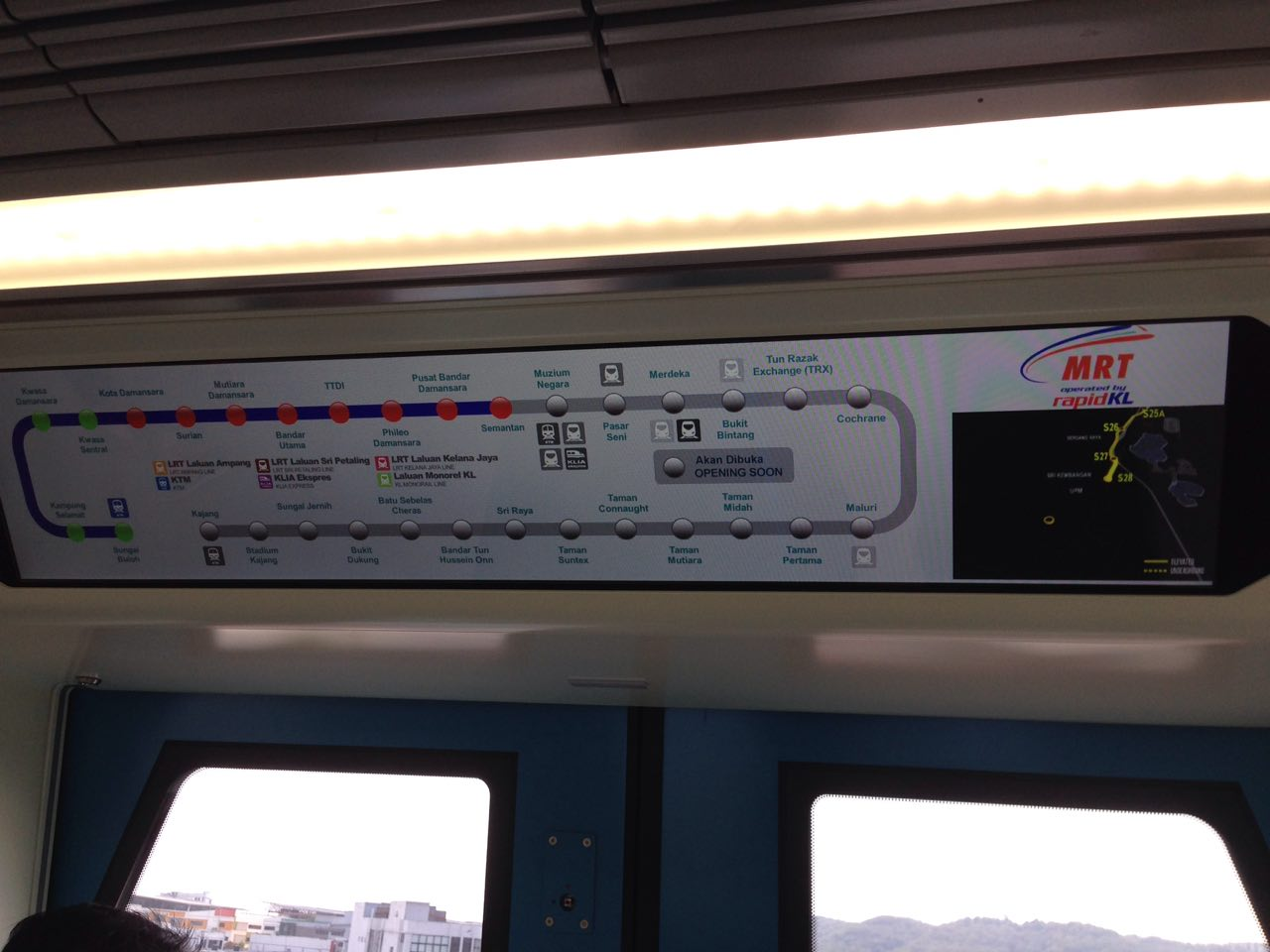
列车上的荧光路线显示图

## 历史
2010年，马来西亚政府宣布當局决定兴建《巴生谷捷运系统》，该计划属于馬來西亞政府所推行的经济转型执行方案（ETP）底下其中一个国家主要经济活动（NKEA），即《大吉隆坡启动计划》的两个公共交通项目之一。
马来西亚政府預估，大吉隆坡／巴生谷地区的人口将在2020年突破1000万人，因此需要一个可持续发展的综合交通系统，而捷运计划就是综合交通系统的其中一部分。捷运系统的主要目的是增加使用公共交通的人数、舒缓市区道路交通阻塞，以及减少民众前往目的地的时间。
巴生河流域捷运系统被誉为马来西亚有史以来最大型的基礎建設工程，计划投资366亿令吉兴建3条高运量地铁路线，线路总长度超過150公里，形成连接首都方圆20公里地区的轨道交通网络，预计每天载送乘客量最高可达200万人次；一号线为连接双溪毛糯、哥打白沙罗、吉隆坡、蕉賴、加影的双溪毛糯－加影线（MRT SBK Line）；二号线为连接双溪毛糯、甲洞、吉隆坡、沙登、布城的双溪毛糯－沙登－布城线（MRT SSP Line）；三号线则是连接吉隆坡市中心商业地带的环状线（MRT Circle Line）。
2011年7月，《雙溪毛糯－加影線》正式动工，预计在2017年建成通车，以后从加影前往双溪毛糯只需80分钟，前往吉隆坡市中心只需30分钟。
另外，《双溪毛糯－沙登－布城线》的路线已经基本确定，目前规划全长52.2公里及设有36个车站，该线预料最快在2015年底动工，至2021年完成第一期工程。
而《环状线》的初步路线图已有雏型，完成规划后将呈交马来西亚联联邦政府和地方政府审议。

### 年表
- 2006年8月－马来西亚政府宣布将计划拨款100亿令吉用于改善和扩大巴生谷的公共交通网络，并提出建造衔接哥打白沙罗和蕉赖的轻快铁系统。据报道，这条线路将经过吉隆坡，总长约30公里。[22]而这项计划加上当时的格拉那再也线和安邦线延长计划的总成本估计为70亿令吉。[23]
- 2007年7月－马来西亚交通部批准兴建新线路的计划，并在这之后带上国会以获得批准。[24] 当时政府宣称该线路可在2012年完工。[25]然而该线路平均建设期为三至四年，却没在2008年底之前开始施工。
- 2008年6月－根据消息指出，这条线将会有30个车站，并途经白沙罗、吉隆坡市中心的商业区和蕉赖等人口稠密地区，总长40公里。该线路的成本估计为40-50亿令吉，其中大部分都是高架车站。[26]
- 2008年9月－根据消息指出，从十五碑至武吉免登之间的轨道都位于地下，总长5.9公里，至于地下车站数量则没有公布。同时，这条线路据说将总长42公里，共有32个车站，并将会是捷运（MRT），原因在于顾虑到此系统将能服务周边878,000的人口。[27]根据消息指出，线路详情则将于2009年第二季度公布。
- 2008年12月－The Edge日报透露该线路将会在2014年完工，然而时任交通部长翁诗杰却拒绝透露任何详情。
- 2009年5月－The Edge日报透露政府将会公开对格拉那再也线和安邦线的延长工程的投标，但并未公开任何关于哥打白沙罗－蕉赖线的消息。[28]
- 2009年9月－国家基建管理层总监拿督依德罗斯莫哈莫（Idrose Mohamed）虽然没有提供任何进一步的细节，但他也说新线可能会比早先宣布的哥打白沙罗线路更长。[29]据悉北端终点站将会从哥打白沙罗延伸至双溪毛糯。
- 2010年4月－The Edge日报透露该线路目前正在进行研究关于再延长该线路16公里的可行性，并分别从哥打白沙罗延伸3公里至双溪毛糯和从蕉赖延伸9公里至加影，同时也建议建立从百乐镇（Damansara Utama）至格拉那再也，总长4公里的支线。这使得该线路长度将会达到59公里。[30]
- 2010年6月－在第十大马计划的制定期间，纳吉宣布，政府正在考虑马矿业－金务大（MMC Gamuda）公司的360亿令吉巴生谷捷运提案。虽然路线的具体细节尚未公布，但据悉巴生谷捷运将由由3条线组成，其中一条与哥打白沙罗－蕉赖线一致。当时还不确定这个新的捷运计划将会取代原来的哥打白沙罗－蕉赖线的建议。虽然捷运计划普遍受到支持，但公共交通发展的观察员和大众对巴生谷捷运发展缺乏实际的进展而越来越感到失望，因政府不断公布详情，但却没有任何工作迹象。[31][32][33][34]
- 2010年12月－首相宣布捷运工程已获内阁通过，而第一条从双溪毛糯至加影的线路将在2011年11月开工。[35]政府已任命马矿业－金务大（MMC Gamuda）联营私人有限公司作为该计划的合作伙伴，同时将担任计划管理公司。整个计划将分为九个配套向公众公开招标。其中10公里的线路将在地下50公里处。除了隧道工程（最昂贵的部分）外，马矿业－金务大被禁止招标其他计划工程。该计划将建造60公里的线路和35个新车站。[36]
- 2011年2月14日－陆路公共交通委员会（SPAD）开始在各地方政府办事处和国家基建总部开始了为期3个月的公开展示，以获得公众的意见、投诉和建议。
- 2011年7月8日－首相正式宣布启动该计划。而原先线路在经过调整后总长为51公里并将有31个车站，同时其中16个车站提供停车转乘服务。[37]
- 2011年8月17日－政府宣布成立属于财政部的新公司，由国家基建管理。新公司马来西亚捷运公司将是该计划的所有者，并在2011年9月1日正式接管国家基建的职责。成立这家公司的目的是确保计划能够及时进行和更集中地完成计划。[38]
- 2011年10月21日－捷运公司选出5家公司进行地下工程招标，其中包括马矿业－金务大合资企业、中国水电建设集团、现代－Gadang-Chengal Jaya合资企业、日本大成建设和中国中铁集团。[39]
- 2011年11月1日－位于中央艺术坊附近的巴生巴士总站（Bus Stand Klang）停止运营并将被拆除，以为新的地下捷运站铺路。[40]
- 2012年1月26日－捷运公司宣布颁发双加捷运的首两项土建工程建设合同。怡保工程有限公司（IJM）以9.47亿令吉的价格被委任为V5的承包商（从位于蕉赖3哩路的南部高架轨道部分的延伸至凤凰广场），而阿末扎基私人有限公司则以6.76亿令吉的价格被任命为V6的承包商（从凤凰广场至胡先翁镇延伸）。
- 2012年3月8日－捷运公司宣布共28家公司向6个系统工程配套提出申请。
- 2012年3月20日－捷运公司宣布马矿业金务大将是双溪毛糯－加影线地下工程的承包商。该合同包括建设七个地下车站和9.5公里地下线路的隧道，合同总价值82亿令吉。
- 2012年8月1日－捷运公司宣布该计划现正处于施工阶段。[41]
- 2012年12月－捷运公司宣布该计划将不会超过230亿令吉，并最快在2017年7月完工。[42]同时首相也宣布捷运第一阶段可在2016年年尾完工。[43]
- 2013年5月30日－双加捷运的隧道挖掘工程由世界上第一台可变密度隧道掘进机开始挖掘。马来西亚首相在葛京工地启动了隧道掘进工程。[44]随后，七台隧道掘进机分别启用以建造列车隧道。
- 2014年6月29日－首两辆列车车身抵达雪兰莪州巴生港西港。[45]列车将在位于乌鲁雪兰莪县叻思的列车组装厂进行组装，这也是马来西亚国内首个捷运列车组装厂。而巴生谷捷运项目的专用工厂由SMH轨道有限公司独资经营。SMH轨道与西门子公司（Siemens AG）和西门子马来西亚（Siemens Malaysia）为联营伙伴。两辆列车车厢抵达西港后，即立即组装列车。组装一列列车的时间约为30天。该组装厂共有两条装配线，允许同时组装四列火车组的工作。
- 2014年11月30日－其他14辆列车车身抵达。
- 2016年9月2日－首相体验其首次搭乘从士曼丹站至菲丽亚白沙罗站的捷运列车，并在两站稍微停留。
- 2016年12月16日－双加捷运第一阶段正式开通。
- 2016年12月18日－捷运公司宣布双加捷运的总建造费用为210亿。[46]
- 2017年6月8日－首相正式公布双加捷运第二阶段将于7月17日开通。[47]
- 2017年7月17日－双加捷运第二阶段线路全面开通。[48]
- 2020年4月16日－马来西亚捷运公司官网正式将线路定名为"加影线"。原属于加影线的站点，包括双溪毛糯站及甘榜士拉玛站并入新开通的布城线，而桂沙白沙罗站将成为加影线以及布城线的终点站及两线转乘站。
- 2021年10月9日－因布城线的第一阶段工程进度已完成了99.9%，为了在开通前进行最后迁移工程双溪毛糯站至桂莎白沙罗站将于2021年10月9日暂时关闭至布城线开通为止，期间本线的北端终点站暂时为桂莎中央站。[49]
- 2022年6月16日－配合布城线第一阶段的开通，桂莎白沙罗站以北端终点站的身份重启。同时，甘榜士拉瑪站，双溪毛糯站于当日正式并入布城线。桂莎白沙罗站亦成为两线转乘站。[50]

### 捷运官网内链
- 捷运新闻（拥有中文版，部分译名可能有误）（页面存档备份，存于）
- 使用代币的车费列表（页面存档备份，存于）
- 使用捷运卡的车费列表（页面存档备份，存于）